# Али аль-Хабси
Али́ Абдулла́ Хари́б аль-Хабси́ (араб. علي بن عبد الله بن حارب الحبسي‎), более известный как Али Аль-Хабси (30 декабря 1981, Маскат, Оман) — оманский футболист, вратарь. Выступал за национальную сборную Омана.

## Клубная карьера

### Ранние годы
Аль-Хабси начал свою карьеру в оманском клубе «Аль-Мидхаиби». После нескольких лет игры в клубе из второго дивизиона, Аль-Хабси перешёл в клуб «Аль-Наср», в котором задержался лишь на сезон. За это короткое время голкипер помог своей команде выиграть Кубок Султана Кабуса, где в финале со счётом 2:1 был повержен клуб «Дофар».

### «Люн»
После сезона в клубе «Аль-Наср» Аль-Хабси переехал в Норвегию, подписав контракт со столичным клубом «Люн». Али аль-Хабси стал первым оманским футболистом, выступавшим в Европе, а в 2004 году и вовсе удостоился награды лучшего голкипера года в Норвегии. Али выступал за «Люн» три сезона, после чего он перешёл в английский «Болтон».

### «Болтон Уондерерс»
Аль-Хабси подписал контракт с «Болтоном» в 2006 году. Главный тренер «странников» Сэм Эллардайс восхищался оманским голкипером, но, тем не менее, в своём первом сезоне в «Болтоне» Али не сыграл ни разу, всё время находясь на скамейке запасных, однако он регулярно выступал за резервный состав команды.
Дебют Аль-Хабси состоялся в сентябре 2007 года в матче Кубка лиги с «Фулхэмом», в котором «странники» в дополнительное время одержали победу 2:1. Также Али принял участие в матче Кубка УЕФА против мюнхенской «Баварии» (2:2). В том матче оманец несколько раз спасал свою команду, за что удостоился похвалы от главного тренера. Вскоре Али вышел в стартовом составе на матч с «Уиганом», так как основной голкипер команды Юсси Яаскеляйнен получил травму спины и восстанавливался после операции.
В 2007/08 Аль-Хабси сыграл в 16 матчах Премьер-лиги. Он вновь занял место травмированного Яаскеляйнена и помог «Болтону» спастись от вылета в Чемпионшип.
В декабре 2008 года он подписал контракт с клубом до 2013 года.

### «Уиган Атлетик»
15 июня 2010 Аль-Хабси перешёл в «Уиган Атлетик» на правах аренды. Дебютировал за «Уиган» Али в матче Кубка Футбольной лиги с «Хартлпул Юнайтед», а первый матч в АПЛ он провёл 28 августа против «Тоттенхэма» и был назван игроком матча.

## Карьера в сборной
Аль-Хабси сыграл во всех трёх матчах в Кубке Азии по футболу 2004 (против сборных Японии, Ирана и Таиланда). Оман занял третье место и, соответственно, выбыл из турнира.
Али принял участие в четырёх квалификационных матчах к ЧМ-2006, где группе со сборными Японии, Индии и Сингапура оманцы заняли второе место. Также Али был первым голкипером сборной в матчах Кубка Азии 2007, сыграв все три матча сборной.
Аль-Хабси был первым номером сборной в матчах Кубка наций Персидского залива 2007 года и стал лучшим голкипером этого турнира. А через два года Оман стал победителем этого турнира, причём за весь турнир оманцы не пропустили ни одного мяча. Аль-Хабси стоял на воротах на протяжении всего турнира.
На данный момент Али Аль-Хабси провёл более 90 матчей за сборную Омана.

## Достижения
Аль-Хабси признавался лучшим голкипером Кубка наций Персидского залива три раза подряд, что раньше не удавалось ни одному арабскому вратарю. Также Али признавался лучшим голкипером Норвегии 2004 года и стал первым оманским футболистом, выступавшим в Европе.